# 岬兄悟
岬 兄悟（みさき けいご、1954年12月30日 -）は、日本のSF作家。東京都出身。國學院大學法学部卒業。妻はSF作家の大原まり子。
ペンネームは、感銘を受けた小松左京の短編小説『岬にて』に由来する。日本SF作家クラブ会員。

## 来歴
『SFマガジン』で豊田有恒が行っていた「リーダーズ・ストーリー」の常連となる。
1979年、SFマガジン3月号掲載の短編「頭上の脅威」でデビュー。豊田有恒が主宰の創作集団「パラレル・クリエーション」に参加。
初期はアイディアSFを書いていたが、1985年の『魔女でもステディ』に始まる「ラヴ・ペア・シリーズ」が、同世代感覚のコミカルなSFコメディとして、火浦功らと共に、ライト感覚のSF作家として若い読者に人気を得る。このうち『魔女でもステディ』は1986年にはOVA化されている（原作小説イラスト・OVAキャラクターデザインをとり・みきが担当）。
『魔女でもステディ』を執筆していた頃は、妻の大原まり子やとり・みきらと「フラットヒップス」というバンド名でバンド活動をしていたこともある。
「SF冬の時代」真っ盛りの1996年に、大原との共同編集でのオリジナル・アンソロジー『SFバカ本』シリーズを刊行開始。2000年版では表紙のCGアートも担当した。だが、近年は、そのシリーズの収録短編以外に作品はほとんど発表していない。2007年でシリーズ刊行終了。
2021年の時点で確認できた妻・大原まり子のブログ記述では、難病のひとつであるギラン・バレー症候群に罹患し闘病している旨の記述がある。

## 代表的著作
- 『瞑想者の肖像』早川書房　文庫
- 『ラヴ・ペア』シリーズ
  - 『魔女でもステディ』早川書房　文庫 - 1986年にOVA化
  - 『女神にグッバイ』早川書房　文庫
  - 『大魔王にアタック』早川書房　文庫
  - 『天海からシグナル』早川書房　文庫　
  - 『瞑想してハッピイ』早川書房　文庫　
  - 『地底ドドンパ男』早川書房　文庫
- 『次元調査員（ディメンション・エージェント）サディスティック・マーリヤ』シリーズ
  - 『バックサイド・ハンター！』早川書房　文庫
  - 『亜空間からポストマン！』早川書房　文庫
  - 『鏡男だS・O・S！』早川書房　文庫

## アンソロジー（編纂）
- SFバカ本 大原 まり子, 梶尾 真治他 ジャストシステム  1996/7/1
- SFバカ本 白菜編 大場 惑 , 梶尾 真治他 ジャストシステム 1997/2/1
- SFバカ本 たいやき編 岡崎 弘明 , 伏見 憲明他 ジャストシステム 1997/11/1
- SFバカ本 たわし篇プラス 梶尾 真治, 村田 基 他 広済堂文庫 1998/9/1
- SFバカ本 (白菜篇プラス) 岬 兄悟、 大原 まり子 広済堂文庫 1998/12/1
- SFバカ本 だるま篇 岬 兄悟, 山下 定他 広済堂文庫 1999/2/1
- SFバカ本―たいやき篇プラス 大原 まり子, 弾 射音 他 広済堂文庫 1999/4/1
- SFバカ本 ペンギン篇 安達 瑶 , かんべ むさし他 広済堂文庫 1999/8/1
- 彗星パニック―SFバカ本 大原 まり子、 岬 兄悟 広済堂文庫 2000/1/1
- リモコン変化―SFバカ本 大原 まり子、 岬 兄悟 広済堂文庫 2000/2/1
- SFバカ本 黄金スパム篇 岬 兄悟、 大原 まり子 メディアファクトリー 2000/11/1
- SFバカ本 宇宙チャーハン篇 岬 兄悟、 大原 まり子 メディアファクトリー 2000/11/1
- SFバカ本 人類復活篇 大原 まり子、 岬 兄悟 メディアファクトリー 2001/8/1
- SFバカ本―天然パラダイス篇 大原 まり子、 岬 兄悟 メディアファクトリー 2001/11/1
- SFバカ本 電撃ボンバー篇 大原 まり子、 岬 兄悟 メディアファクトリー 2002/2/1
- 笑壺-SFバカ本ナンセンス集 岡本 賢一 小学館文庫 2006/6/1　- 既刊からのセレクト集
- 笑劇―SFバカ本カタストロフィ集 岬 兄悟、 大原 まり子 小学館文庫 2006/12/1 - 既刊からのセレクト集
- 笑止 SFバカ本シュール集 岬 兄悟、 大原 まり子 小学館文庫 2007/6/6 - 既刊からのセレクト集

## アンソロジー（収録）
- 異形コレクション 侵略!（1998年2月 廣済堂文庫）「鏡の中の他人」